# Acheron longus
Acheron trux is een insect uit de familie van de vlinderhaften (Ascalaphinae), die tot de orde netvleugeligen (Neuroptera) behoort.

Acheron trux is voor het eerst wetenschappelijk beschreven door Walker in 1853.